# Episodi di Scuola di football (quarta stagione)
La quarta stagione della serie televisiva Scuola di football è stata trasmessa in anteprima negli Stati Uniti d'America dalla HBO tra il 1988 e il 1989.
| nº | Titolo originale              | Titolo italiano | Prima TV USA     | Prima TV Italia |
| -- | ----------------------------- | --------------- | ---------------- | --------------- |
| 1  | The Bulls Own Up              |                 | 5 ottobre 1988   |                 |
| 2  | The Inmates Buy the Asylum    |                 | 12 ottobre 1988  |                 |
| 3  | Caught in the Draft           |                 | 19 ottobre 1988  |                 |
| 4  | Down and Out in Bulls Stadium |                 | 26 ottobre 1988  |                 |
| 5  | ...The Clock Runs Out         |                 | 2 novembre 1988  |                 |
| 6  | The Dark Side                 |                 | 9 novembre 1988  |                 |
| 7  | Saturday, Bloody Saturday     |                 | 16 novembre 1988 |                 |
| 8  | Injustice for All             |                 | 23 novembre 1988 |                 |
| 9  | Team Picture                  |                 | 30 novembre 1988 |                 |
| 10 | Out of the Past               |                 | 1989             |                 |
| 11 | Final Bow                     |                 | 1989             |                 |
| 12 | Duty Calls                    |                 | 1989             |                 |
| 13 | The High and the Mighty       |                 | 1989             |                 |
| 14 | The Irreducible Bottom Line   |                 | 1989             |                 |